# Allèves
 Allèves  es una población y comuna francesa, en la región de Auvernia-Ródano-Alpes, departamento de Alta Saboya, en el distrito de Annecy y cantón de Alby-sur-Chéran.

## Demografía
| 206 | 170 | 171 | 185 | 209 | 262 |
| Para los censos de 1962 a 1999 la población legal corresponde a la población sin duplicidades (Fuente: INSEE [Consultar]) |     |     |     |     |     |